# Miscanthus sacchariflorus
Espèce
Miscanthus sacchariflorus, ou Eulalie géante, est une espèce de plantes monocotylédones de la famille des Poaceae, sous-famille des Panicoideae, originaire d'Asie orientale. Ce sont des plantes herbacées vivace, rhizomateuses, aux tiges (chaumes) dressées pouvant atteindre 2,5 m de long, et aux inflorescences digitées, composées de racèmes.
Cette espèce est l'un des parents du miscanthus géant (Miscanthus × giganteus), hybride cultivé pour la production de biomasse. La plante elle-même est cultivée comme graminée ornementale, ses inflorescences servent à la confection de bouquets secs. Elle est utile pour stabiliser les sols des rives des cours d'eau. En Chine, on la cultive pour la production de pâte à papier (avec incorporation de 20 à 25 % de pâte mécanique de pin).

## Description

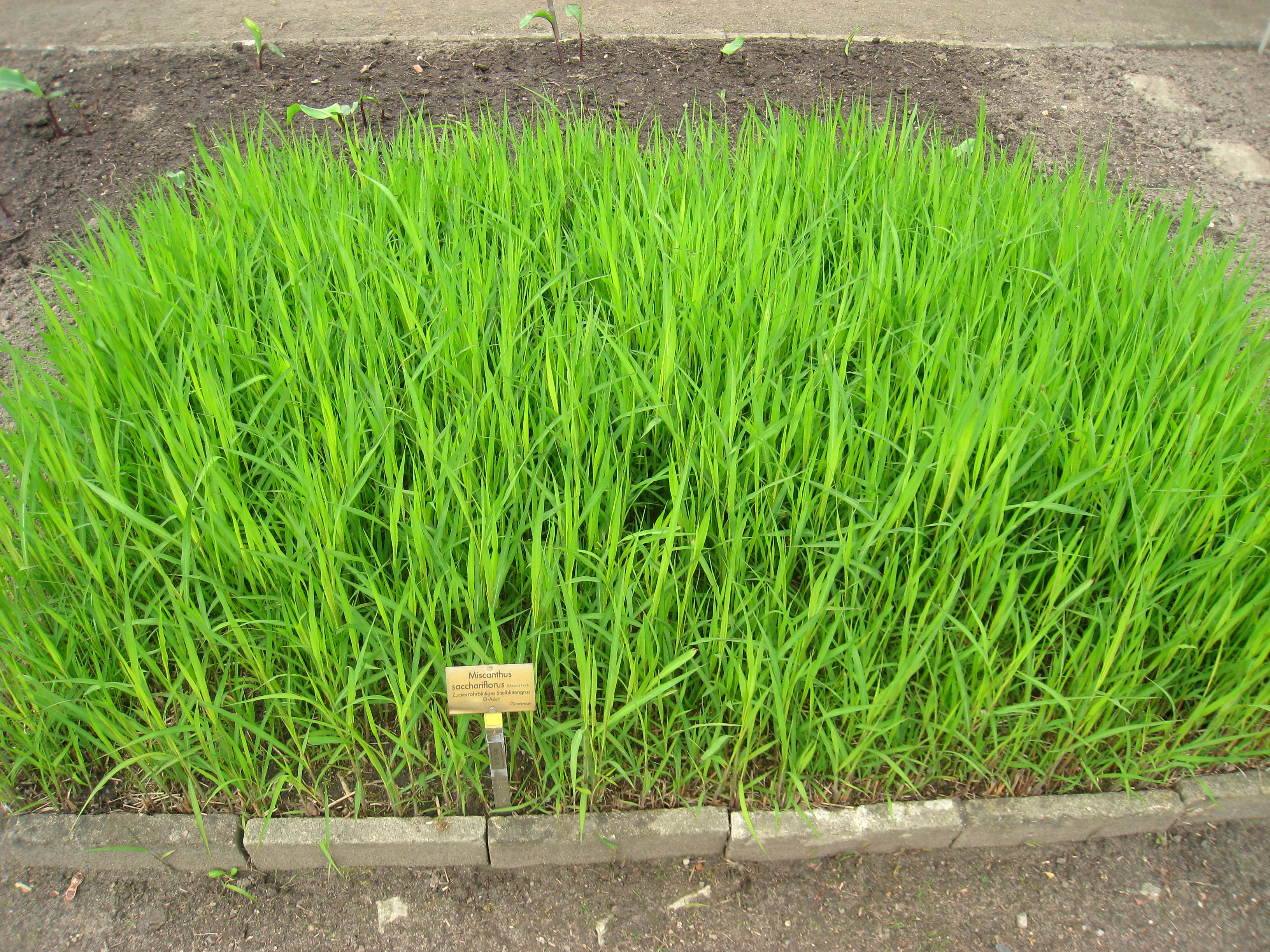
Jeunes pousses au jardin botanique de Berlin.

Miscanthus sacchariflorus est une plante herbacée vivace aux rhizomes allongés, écailleux, et aux tiges (chaumes) solitaires, dressées de 90 à 250 cm de long pour un diamètre de 5 à 8 mm, présentant des entrenœuds de 5 à 20 cm de long.
Les feuilles ont un limbe allongé de 20 à 80 cm long sur 10 à 30 mm de large et présentent une ligule membraneuse ciliée de 0,5 à 1 mm de long et une gaine glabre en surface.
L'inflorescence, longue de 10 à 35 cm, est digitée, ascendante ou retombante, composée de racèmes en nombre variable, de 8 à 40.
Les épillets sont groupés par paires, portés par des pédicelles filiformes.
Les épillets fertiles, lancéolés, comprimés dorsalement, longs de 5 à 6 mm sur 0,8 à 1 mm de large, comprennent un fleuron basal stérile et un fleuron fertile, sans extension du rachillet. A maturité, ils se détachent entiers.
Ils sont sous-tendus par deux glumes semblables, lancéolées, cartacées, à l'apex acuminé, plus longues que les fleurons. La glume supérieure présente trois nervures.
Les fleurons fertiles sont insérés entre une lemme lancéolée, hyaline, de 3,5 à 4,5 mm de long, à l'apex denté, bifide, mutique ou mucroné, et une paléole deux fois plus courte, à l'apex cilié. Ils comptent trois anthères de 2 à 2,5 mm de long.

## Distribution et habitat
L'aire de répartition originelle de Miscanthus sacchariflorus se situe dans les régions tempérées de l'Est et du Nord-Est de l'Asie, notamment en      Chine (Anhui, Gansu, Guizhou, Hebei, Heilongjiang, Henan, Hubei, Hunan, Jiangsu, Jiangxi, Jilin, Liaoning, Mongolie-Intérieure, Shaanxi, Shandong, Shanxi, Zhejiang), au Japon (Hokkaidō, Honshū, Kyūshū, Shikoku), en Corée et dans l'Extrême-Orient russe (Amour, Primorié).
L'espèce s'est naturalisée dans le Nord-Est de l'Amérique du Nord, au Canada (Québec, Ontario) et aux États-Unis (Connecticut, Maine, Massachusetts, Michigan, New Hampshire, New York, Illinois, Iowa, Minnesota, Missouri, Nebraska, Wisconsin).
Cette plante se rencontre sur les pentes montagneuses et les rives des cours d'eau.
En Amérique du Nord, Miscanthus sacchariflorus peut former des peuplement monospécifiques dans des zones perturbées relativement humides, aussi bien dans des champs en friches, que sur les bords de routes et de voies ferrées, dans des corridors hydroélectriques, sur les rives d'étangs. Elle ne tolère généralement pas la pleine ombre, mais peut pousser à la lisière des forêts et dans les clairières. 
Elle est également cultivée dans ces régions ainsi qu'en Europe.

## Liste des sous-espèces et variétés
Selon Tropicos (2 mai 2018) (Attention liste brute contenant possiblement des synonymes) :
- sous-espèce :
  - Miscanthus sacchariflorus subsp. lutarioriparius (L. Liu ex S.L. Chen & Renvoize) Q. Sun & Q. Lin
- variétés :
  - Miscanthus sacchariflorus var. gonchaiensis
  - Miscanthus sacchariflorus var. sacchaiensis
  - Miscanthus sacchariflorus var. sacchariflorus